# 222 (szám)
A 222 (kétszázhuszonkettő) a 221 és 223 között található természetes szám.

## A matematikában
A 222: 
- Harshad-szám
- Aranymetszés – kb. 0°-222,49 ° között lehet a körlapot két aranymetszési arányban álló részre vágni